# Tiumang (plaats)
Tiumang is een bestuurslaag in het regentschap Dharmasraya van de provincie West-Sumatra, Indonesië. Tiumang telt 4201 inwoners (volkstelling 2010).